# Баграєв Микола Георгійович
Мико́ла Гео́ргійович Багра́єв, (ос. Георгийы фырт Никъала Багъӕраты; нар. 19 червня 1964, Дігора, Північно-Осетинська Автономна Радянська Соціалістична Республіка)  — український підприємець у сферах медіа та музичної індустрії, громадський діяч, в минулому політик. Народний депутат України IV, V, VI та VII скликань. Засновник радіогрупи «ТАВР Медіа» та ініціатор створення медіахолдингу TGH (Tavria Games Holding). Засновник фестивалів «Таврійські ігри» та «Чорноморські ігри». Засновник Всеукраїнського Благодійного Таврійського Фонду (1998) та благодійної платформи dity.help (2022).
Почесний Консул Кореї в Херсонській, Дніпропетровській та Запорізькій областях (з 2018).

## Життєпис
У 1987 році закінчив інженерно-будівельний факультет Херсонського сільськогосподарського інституту. У 2005 році з відзнакою закінчив факультет міжнародної економіки Київського національного економічного університету.
З 1987 по 1988 рік працював старшим інженером відділу капітального будівництва АПСК «Краса Херсонщини» в с Роздольне. З 1988 по 1991 рік працював у Каховському міському комітеті комсомолу 2-м, а згодом 1-м секретарем. З 1991 по 1992 рік був головою комітету у справах молоді Каховського міськвиконкому.
Заснував фестиваль «Таврійські ігри», що проводився з 1992 по 2008 рік, а також благодійний дитячий фестиваль «Чорноморські ігри» (1998—2012, 2017 — 2023).
З лютого 1998 по жовтень 2000 року був секретарем Експертної ради промисловців та підприємців при Президентові України.
Від червня 2000 по травень 2002 року був членом Національної ради України з питань телебачення і радіомовлення.
Від грудня 2007 по березень 2010 року був радником Прем'єр-міністра України на громадських засадах.
З 28 грудня 2014 року був засновником і президентом ТОВ «Таврійські Ігри»; засновником радіогрупи «ТАВР Медіа».
Ініціатор створення і засновник TGH (Tavria Games Holding).
Живе в Києві. Володіє осетинською, українською та російською мовами.

## Політична діяльність
Микола Баграєв — народний депутат України чотирьох скликань:
- IV скликання (2002-05-14 — 2006-05-25) — переміг у виборах як самовисуванець за виборчим округом № 186, Херсонська область, був секретарем Комітету ВРУ з питань свободи слова та інформації.
- V скликання (2006-05-25 — 2007-06-14) — висувався від Блоку Юлії Тимошенко, член фракції цього блоку, був головою підкомітету з питань електронних засобів масової інформації та інформаційно-комунікаційних технологій та систем Комітету ВРУ з питань свободи слова та інформації.
- VI скликання (2007-11-23 — 2012-12-12) — висувався від Блоку Юлії Тимошенко, член фракції цього блоку, а з березня 2011 — член фракції Партії регіонів, був членом Комітету ВРУ з питань свободи слова та інформації.
- VII скликання (2012-12-12 — 2014-11-27 — висувався від Партії регіонів, був заступником голови Комітету ВРУ з питань свободи слова та інформації. З 21 березня 2014 був позапартійним народним депутатом, членом фракції Суверенна європейська Україна.

Був одним з депутатів, що голосували за «Диктаторські закони» у січні 2014 року.

## Підприємництво
Засновник та президент компанії «Таврійські ігри», яка є організатором міжнародних фестивалів «Таврійські Ігри» (1992–2008) та благодійного дитячого фестивалю «Чорноморські ігри» (з 1998); масштабних заходів загальнодержавного значення, а також багатьох культурологічних і соціальних проєктів.
Засновник радіогрупи «ТАВР Медіа», в управлінні якої 9 провідних радіостанцій: Хіт FM, Radio ROKS, KISS FM, Radio RELAX, Мелодія FM, Наше Радіо, Radio JAZZ, Classic Radio, Радіо Байрактар (раніше — Рускоє Радіо Україна). Засновник групи компаній, які представляють на медіаринку України музичні телеканали М1, М2.
В перші дні повномасштабного російського вторгнення канали Баграєва перестали транслювати контент російською мовою. 27 лютого 2022 року було ліквідовано «Русскоє Радіо Україна» і невдовзі запущено «Радіо Байрактар».
Баграєв є співзасновником компанії «РТМ-Україна», яка є національним оператором реклами. З 2018 року: співзасновник компанії TicketsBox, яка є квитковим оператором.
З 22 вересня 2020 року — власник компанії «РТМ-Україна».

## Благодійність
2024 року Баграєв заснував конкурс «Dity. Help Music», що проводиться платформою «Dity. Help» з каналом М1 та «Нашим радіо» для підтримки творчих музично обдарованих дітей України.

## Відзнаки
- Заслужений діяч мистецтв України (1997, за значний особистий внесок у розвиток національної культури, організацію та проведення багатьох мистецьких заходів)[16];
- Орден «За заслуги» III ступеня (2004);
- Орден «За заслуги» II ступеня (2020, за значний особистий внесок у державне будівництво, соціально-економічний, науково-технічний, культурно-освітній розвиток України, вагомі трудові здобутки та високий професіоналізм)[17];
- Почесний громадянин Каховки.

## Сім'я
- одружений, дружина Баграєва Світлана Леонідівна (1966 р. н.), психолог
- син Руслан (1988 р. н.)
- донька Людмила (1990 р. н.)
- батько — Баграєв Георгій Дзанхотович (1882—1977), працівник сільського господарства,
- мати — Баграєва Чабахан Асламурзаївна (1927—2017), ветеран праці.[18]